# Primera División de Montenegro 2006-07
La Primera División de Montenegro 2006-07 fue la primera edición que se llevó a cabo de este campeonato tras la separación de Serbia y Montenegro. La temporada comenzó el 12 de agosto de 2006 y finalizó el 26 de mayo de 2007. El Fudbalski Klub Zeta se proclamó campeón y se hizo así con el primer trofeo de la nueva liga.

## Sistema de competición
La Primera División de Montenegro 2006/07 estuvo organizada por la Federación de Fútbol de Montenegro.
Constaba de un grupo único integrado por doce clubes de toda la geografía montenegrina. Siguiendo un sistema de liga, los doce equipos se enfrentaron todos contra todos en dos ocasiones -una en campo propio y otra en campo contrario- sumando un total de 22 jornadas. El orden de los encuentros se decidió por sorteo antes de empezar la competición. Los emparejamientos de la tercera ronda se fijaron de acuerdo a la clasificación tras las dos primeras rondas, dando a cada equipo un tercer partido contra cada oponente para un total de 33 partidos por equipo.
La clasificación final se estableció con arreglo a los puntos obtenidos en cada enfrentamiento, a razón de tres por partido ganado, uno por empatado y ninguno en caso de derrota. Si al finalizar el campeonato dos equipos igualan a puntos, los mecanismos para desempatar la clasificación son los siguientes:
1. El que tenga una mayor diferencia entre goles a favor y en contra en los enfrentamientos entre ambos. (Golaverage)
2. Si persiste el empate, se tiene en cuenta la diferencia de goles a favor y en contra en todos los encuentros del campeonato.
3. Si aún persiste el empate, se tiene en cuenta el mayor número de goles a favor en todos los encuentros del campeonato.

Si el empate a puntos es entre tres o más clubes, los sucesivos mecanismos de desempate son los siguientes: 
1. La mejor puntuación de la que a cada uno corresponda a tenor de los resultados de los partidos jugados entre sí por los clubes implicados.
2. La mayor diferencia de goles a favor y en contra, considerando únicamente los partidos jugados entre sí por los clubes implicados.
3. La mayor diferencia de goles a favor y en contra teniendo en cuenta todos los encuentros del campeonato.
4. El mayor número de goles a favor teniendo en cuenta todos los encuentros del campeonato.
5. El club mejor clasificado con arreglo a los baremos de fair play.

### Efectos de la clasificación
El equipo que más puntos sume al final del campeonato será proclamado campeón de liga y obtendrá el derecho automático a participar en la primera ronda de la Liga de Campeones de la UEFA 2007-08, el subcampeón y el tercer clasificado disputarán la primera ronda previa de la Copa de la UEFA 2007-08. El cuarto clasificado juega la Copa Intertoto de la UEFA.
El campeón de la Copa de Montenegro obtiene el pase para disputar la segunda ronda previa de la Copa de la UEFA 2007-08. 
Los clasificados en posición 10º y 11º disputan los playoff de descenso. El 10º clasificado, lo hace con el 3º de Segunda, y el 11º se enfrenta al 2º de Segunda. El clasificado en el puesto 12º desciende directamente a la segunda categoría montenegrina.

## Datos de los clubes
| Equipo              | Anterior Competición             | Ciudad       | Estadio                          | Capacidad |
| ------------------- | -------------------------------- | ------------ | -------------------------------- | --------- |
| Berane              | Segunda División de Montenegro   | Berane       | Gradski Stadion                  | 11.000    |
| Budućnost Podgorica | Superliga de Serbia y Montenegro | Podgorica    | Estadio Pod Goricom              | 17.000    |
| Dečić Tuzi          | Primera División de Montenegro   | Tuzi         | Estadio Tuško Polje              | 1.000     |
| Grbalj              | Primera División de Montenegro   | Kotor        | Estadio Radanovićima             | 1.500     |
| Jedinstvo           | Superliga de Serbia y Montenegro | Bijelo Polje | Estadio Grandski de Bijelo Polje | 5.000     |
| Kom                 | Primera División de Montenegro   | Podgorica    | Stadion Zlatica                  | 3.500     |
| Mladost             | Segunda División de Montenegro   | Podgorica    | Estadio Cvijetni Brijeg          | 1.500     |
| Mogren              | Primera División de Montenegro   | Budva        | Lugovi Stadion                   | 4.000     |
| Petrovac            | Primera División de Montenegro   | Petrovac     | Estadio Pod Malim Brdom          | 530       |
| Rudar Pljevlja      | Primera División de Montenegro   | Pljevlja     | Estadio Gradski de Pljevlja      | 10.000    |
| Sutjeska            | Primera División de Montenegro   | Nikšić       | Estadio Gradski de Nikšić        | 10.800    |
| Zeta                | Superliga de Serbia y Montenegro | Podgorica    | Estadio Trešnjica                | 7.000     |

## Tabla de posiciones
| Pos. | Equipo         | Pts. | PJ | G  | E  | P  | GF | GC | Dif. | Clasificación 2007–08                  |
| ---- | -------------- | ---- | -- | -- | -- | -- | -- | -- | ---- | -------------------------------------- |
| 1    | Zeta (C)       | 78   | 33 | 25 | 4  | 4  | 65 | 18 | +47  | Primera ronda de la Liga de Campeones  |
| 2    | Budućnost      | 76   | 33 | 22 | 10 | 1  | 58 | 12 | +46  | Primera ronda de Copa de la UEFA       |
| 3    | Grbalj         | 49   | 33 | 14 | 7  | 12 | 37 | 30 | +7   | Primera ronda de la Copa Intertoto     |
| 4    | Rudar          | 47   | 33 | 14 | 5  | 14 | 37 | 32 | +5   | Primera ronda de Copa de la UEFA       |
| 5    | Mogren         | 42   | 33 | 10 | 12 | 11 | 27 | 27 | 0    |                                        |
| 6    | Petrovac       | 40   | 33 | 10 | 10 | 13 | 24 | 37 | −13  |                                        |
| 7    | Kom            | 38   | 33 | 9  | 11 | 13 | 27 | 31 | −4   |                                        |
| 8    | Sutjeska       | 38   | 33 | 10 | 8  | 15 | 24 | 33 | −9   |                                        |
| 9    | Mladost        | 38   | 33 | 9  | 11 | 13 | 34 | 49 | −15  |                                        |
| 10   | Dečić Tuzi (O) | 34   | 33 | 8  | 10 | 15 | 29 | 46 | −17  | Promoción por la permanencia           |
| 11   | Jedinstvo      | 31   | 33 | 6  | 13 | 14 | 27 | 51 | −24  | Promoción por la permanencia           |
| 12   | Berane         | 28   | 33 | 7  | 7  | 19 | 25 | 48 | −23  | Descenso a la Segunda División 2007-08 |

Actualizado a los partidos jugados el 26 de mayo de 2007.
 Fuente: Soccerway

## Play-offs
El antepenúltimo clasificado se midió al tercer clasificado de Segunda y el penúltimo clasificado se midió al segundo clasificado de Segunda, los dos equipos que ganaron los play offs juegan en Primera División de Montenegro 2007-08 y los que los perdieron juegan en Segunda.
| Equipo 1   | Agr. | Equipo 2 | Ida | Vuelta |
| ---------- | ---- | -------- | --- | ------ |
| Jedinstvo  | 2–4  | Bokelj   | 1–4 | 1–0    |
| Dečić Tuzi | 3–2  | Ibar     | 2–2 | 1–0    |

fuente: Soccerway

## Goleadores
| Pos. | Jugador             | Club      | Goles |
| ---- | ------------------- | --------- | ----- |
| 1    | Damir Čakar         | Rudar     | 16    |
| 1    | Žarko Korać         | Zeta      | 16    |
| 3    | Đulijano Camaj      | Dečić     | 13    |
| 4    | Slaven Stjepanović  | Zeta      | 12    |
| 5    | Dragan Bošković     | Grbalj    | 11    |
| 5    | Igor Burzanović     | Budućnost | 11    |
| 7    | Nemanja Vukašinović | Mogren    | 10    |